# Józef Koliński
Józef Koliński (ur. 14 listopada 1852 w Warcie, zm. 14 stycznia 1933 w Łodzi) – polski lekarz okulista i higienista, działacz społeczny i patriotyczny, literat, współtwórca i pierwszy redaktor naczelny „Czasopisma Lekarskiego”, jeden z założycieli Gimnazjum Polskiego w Łodzi.

## Życiorys
Urodził się w rodzinie, która doświadczyła pauperyzacji. Był synem Walentego i Balbiny z Wrzesińskich, którzy utrzymywali w Warcie do roku 1888 warsztat stelmachski. Ukończył Męskie Gimnazjum Klasyczne im. Adama Asnyka w Kaliszu, a następnie w latach 1874–1879 studia na Medyko-Chirurgicznej Akademii Wojskowej w Petersburgu. Związany był początkowo z warszawskim środowiskiem lekarskim i patriotycznym, ostatecznie jednak osiadł w Łodzi, gdzie poza działalnością medyczną zaangażował się w działalność na rzecz przywrócenia języka polskiego jako wykładowego w polskich szkołach, organizował tajne nauczania. Pod pseudonimem Kajota publikował teksty o tematyce medycznej, społecznej i utwory poetyckie. Był współtwórcą łódzkiego oddziału Polskiego Towarzystwa Krajoznawczego. Był mężem Marii Walerii Nowakowskiej (ur. w 1871 w Parczach Górnych, zm. w 1961 w Warszawie), córką Konstantego i Walerii Bourdo, krewną Janusza Ferdynanda Nowakowskiego – lekarza miasta Warszawy. Wspólnie z nią zaangażował się w działalność charytatywną, organizował łódzkie ambulatoria, instytucje medyczne i charytatywne. Pozostawił po sobie córkę Annę i synów urodzonych w Wolbromiu: Mariana, zmarłego w 1917 w Warszawie jako wachmistrz 1. Pułku Ułanów Legionów Polskich Władysława Zygmunta Beliny-Prażmowskiego. Kazimierza, lekarza wojskowego w stopniu porucznika i łódzkiego okulistę oraz Zbigniewa, dziennikarza pisma „Rozwój” wydawanego w latach 1897–1931 i od roku 1946 „Ekspresu Ilustrowanego”, który zmarł w 1971 w Warszawie.
Pochowany został w skromnym grobowcu na Starym Cmentarzu przy ulicy Ogrodowej w Łodzi.
Jest patronem ulicy w Łodzi.

## Działalność lekarska
Po ukończeniu studiów medycznych w Medyko-Chirurgicznej Akademii Wojskowej w Petersburgu, które odbył na koszt państwa, Józef otrzymał stypendium w szpitalu 37 Jekaterynburskiego Pułku Piechoty w Łodzi, gdzie zetknął się z problemem skrajnej nędzy będącej główną przyczyną chorób i wysokiej śmiertelności wśród robotniczej społeczności rozrastającej się metropolii. Choć już rok później pracował w warszawskich szpitalach wojskowych na Bielanach i Szpitalu Ujazdowskim, do Łodzi przyjeżdżał często i zaczynał działać w łódzkim środowisku lekarzy – społeczników. Będąc członkiem Warszawskiego Towarzystwa Lekarskiego i Warszawskiego Towarzystwa Oftalmicznego, w 1885 wyszedł z inicjatywą powołania do życia Towarzystwa Lekarskiego miasta Łodzi Guberni Piotrkowskiej, na co z entuzjazmem zareagowali łódzcy lekarze. Rozpoczął współpracę z wybitnymi lekarzami Karolem Jonsherem, Juliuszem Lohrerem, Gustawem Cohnem, Janem Wisłockim.
W warszawskiej Szkole Głównej na Wydziale Medycznym w 1889 obronił pracę doktorską z zakresu okulistyki i chociaż miał możliwość podjęcia dalszych studiów na paryskiej Sorbonie, zdecydował się pozostać w kraju. Cztery lata później, w 1893 porzucił służbę wojskową i przeniósł wraz z żoną, pochodzącą z Wolbromia, Marią Walerią z Nowakowskich z Warszawy najpierw do opanowanego epidemią cholery Wolbromia, a później do peryferyjnej mimo swoich rozmiarów i aspiracji Łodzi. Tutaj otworzył prywatny gabinet okulistyczny przy ulicy Piotrkowskiej 82. Dużo czasu poświęcał pracy wśród ubogich robotniczych rodzin. Wraz z żoną przystąpił do ewangelickiego Łódzkiego Chrześcijańskiego Towarzystwa Dobroczynności, współorganizował wzorem warszawskiego Łódzkie Towarzystwo Higieniczne i przeszczepiał na ten grunt poznane i sprawdzone w stolicy metody. Między innymi z jego inicjatywy powstawały tu pierwsze ambulatoria, w których nieodpłatnie szczepiono dzieci z najbiedniejszych rodzin.
Jedno z ambulatoriów dla biednych mieszkańców otworzono 14 czerwca 1904 przy ulicy Dzielnej (obecnie Narutowicza). Gwarantowało nieodpłatną konsultację chorych i pokój z łóżkami. Komitet założycielski przychodni wynegocjował z lokalnymi aptekami sprzedaż leków za połowę ceny i opłacał ich zakup powyżej kwoty 10 kopiejek.
Koliński pomagał organizować pierwsze łódzkie szpitale. Tworzył bezpłatne ambulatorium ŁChTD i w latach 1894–1921 był jego kierownikiem. Nie mniej aktywna była jego żona, która zasiadała w zarządzie wspomnianego ŁChTD i współorganizowała inną niezwykle ważną instytucję charytatywną pod nazwą „Kropla Mleka”.
W 1900 zainicjował wspólnie z doktorem Sewerynem Sterlingiem powstanie „Czasopisma Lekarskiego”. Był jego pierwszym redaktorem naczelnym, członkiem rady programowej, a po zamknięciu pisma pod naporem cenzury w 1908 i połączeniu z krakowskim „Przeglądem Lekarskim” był do końca życia propagatorem idei jego odtworzenia w II Rzeczypospolitej. „Czasopismo Lekarskie” było jedynym poza Warszawą organem Towarzystw Lekarskich, konsolidującym środowiska medyczne Królestwa Polskiego.

## Działalność polityczna
Nie wiadomo dokładnie kiedy doktor Józef Koliński zaangażował się w działalność polityczną i konspiracyjną. Niewątpliwie bliska znajomość z doktorem Witoldem Onufrym Jodko-Narkiewiczem okulistą i pierwszym ordynatorem Instytutu Oftalmicznego w Warszawie oraz ślub brata Walentego Kolińskiego (drukarza, księgarza wydawcy i zarządcy drukarni „Dziennika Łódzkiego”) z Karoliną Borowiecką-Kulisz, krewną Narkiewiczów zbliżyła Józefa do osoby jego syna Witolda Jodko-Narkiewicza, który wraz z Józefem Piłsudskim współtworzył i był czołowym działaczem PPS-u Frakcji Rewolucyjnej. Zaowocowało to jego zaangażowaniem w organizowanie tajnych nauczania języka polskiego i spotkań z rodzicami łódzkiej młodzieży o charakterze antyrosyjskim, kolportaż antycarskiej bibuły i wspieranie ruchów postulujących przywrócenie języka ojczystego w szkołach. Konsekwencją było aresztowanie doktora około 1900, być może w ramach szerokiej i głośniej akcji dekonspiracyjnej carskiej policji wymierzonej w działaczy PPS-u.
Zanim Łódź ogarnęła rewolucja 1905 roku, zastrajkowała w mieście młodzież gimnazjalna. Doktor Koliński wybrany został wówczas na jednego z dwóch jej opiekunów, obok Konstantego Mogilnickiego. Powstanie upadło, lecz car pod naporem masowych protestów poszedł na ustępstwa i zgodził się na nauczanie w języku ojczystym oraz możliwość zakładania stowarzyszeń i organizacji o charakterze narodowym. Na fali tych przemian już 30 września 1906 wybrano w Łodzi Radę Opiekuńczą przyszłego Gimnazjum Polskiego, na której czele stanął Konstanty Mogilnicki, zaś wiceprezesem został doktor Józef Koliński. Wkrótce potem powołano do życia Towarzystwo „Uczelnia”, w którym Józef Koliński pełnił tę samą funkcję. Powstałe gimnazjum utrzymywało się w istocie ze składek członków Towarzystwa i do czasu upaństwowienia szkoły w 1919 r. Towarzystwo było właścicielem szkoły i jedynym organem, dzięki staraniom którego szkoła przetrwała. Dyrektorem Liceum został zięć Mogilnickiego Jan Czeraszkiewicz, który jako członek warszawskiego Polskiego Towarzystwa Krajoznawczego, powołanego do życia w 1906, zaszczepił ideę powołania do życia stowarzyszenia krzewiącego miłość do Polski, jej kultury, tradycji, zabytków i piękna krajobrazu na gruncie łódzkim. W konsekwencji już w 1909 powstało PTK Oddział Łódzki, którego członkiem zarządu został Józef Koliński. Nie bez znaczenia była przy tym przyjaźń rodziny Kolińskich z rodziną Stanisława Graeve – współzałożyciela i pierwszego prezesa PTK w Kaliszu, propagatora kultury ludowej, rzemiosła i obyczajów Ziemi Sieradzkiej.